# 剑桥大学三一学院

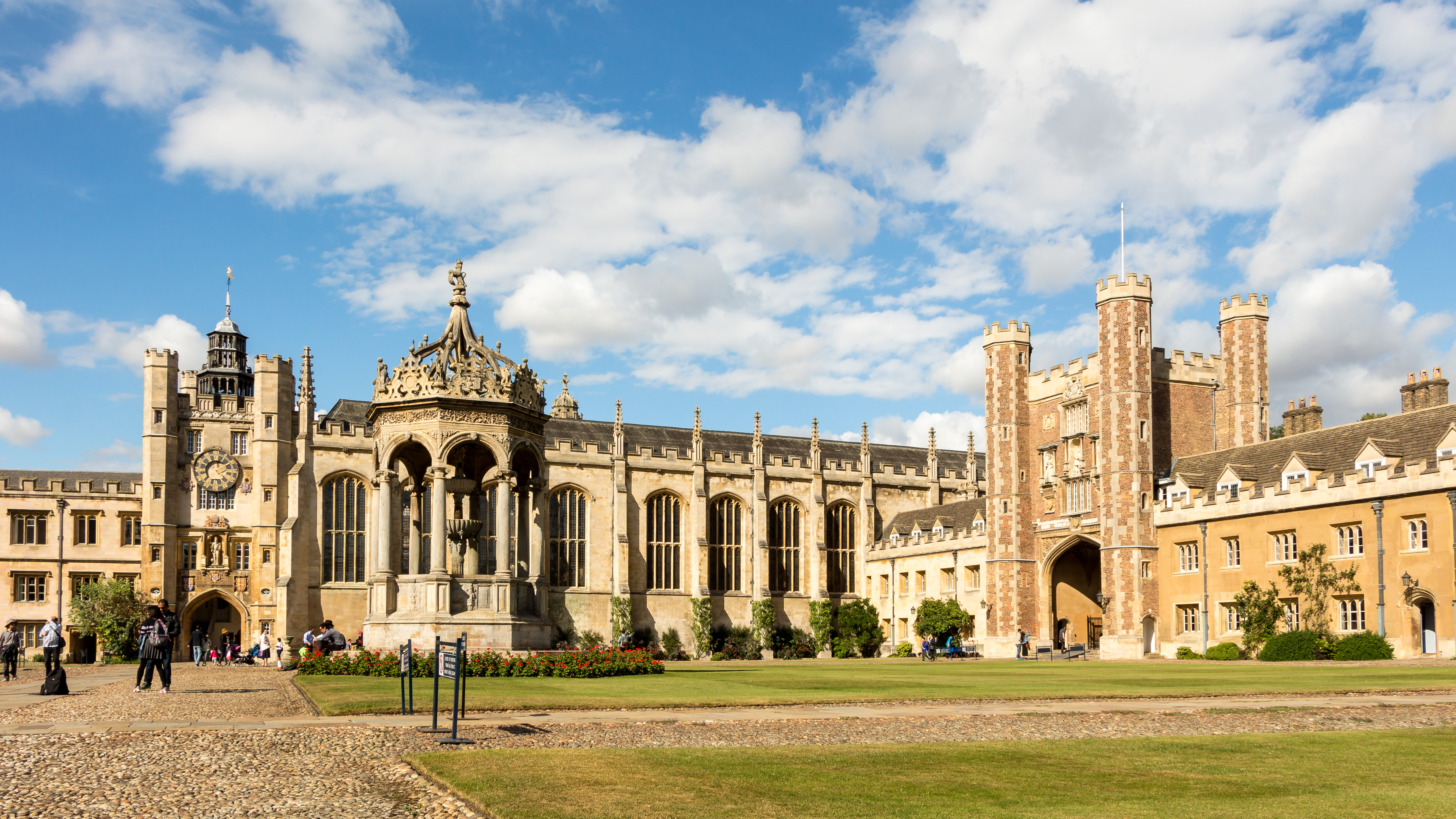

剑桥大学三一学院（英語：Trinity College, Cambridge）是剑桥大学中规模最大、财力最雄厚、名声最响亮的学院，拥有约700名本科生，350名研究生和190名院士。同时，它也拥有全剑桥大学中最优美的建筑与庭院。
在20世纪，三一学院获得了34个诺贝尔奖以及4个菲尔兹奖，为牛津和剑桥大学各个学院中最多。三一学院著名校友包括物理学家伊萨克·牛顿、尼尔斯·玻尔，哲学家法蘭西斯·培根、路德维希·维特根斯坦、伯特兰·罗素，英王查爾斯三世，六位英国首相，以及许多英国王室成员。

## 历史
三一学院是于1546年由英国国王亨利八世所建，其前身是1324年建立的迈克尔学院（Michaelhouse）以及1317年建立的国王学堂（King's Hall）；也因如此，今天学院中依然保留着的最古老的建筑可一直追溯到中世纪时期国王学堂所使用的学院钟楼，直到今天还在为学院报时。三一学院的教堂是由亨利八世的女儿玛丽·都铎于1554年修建的，虽然整个教堂的内部装潢要到18世纪才能全部完成。教堂前厅摆着从三一学院毕业的六名著名毕业生的玉石雕像，分别是牛顿像、培根像、丁尼生像、伊萨克·巴罗像、威廉·惠威爾像、托马斯·麦考利像。

## 建筑

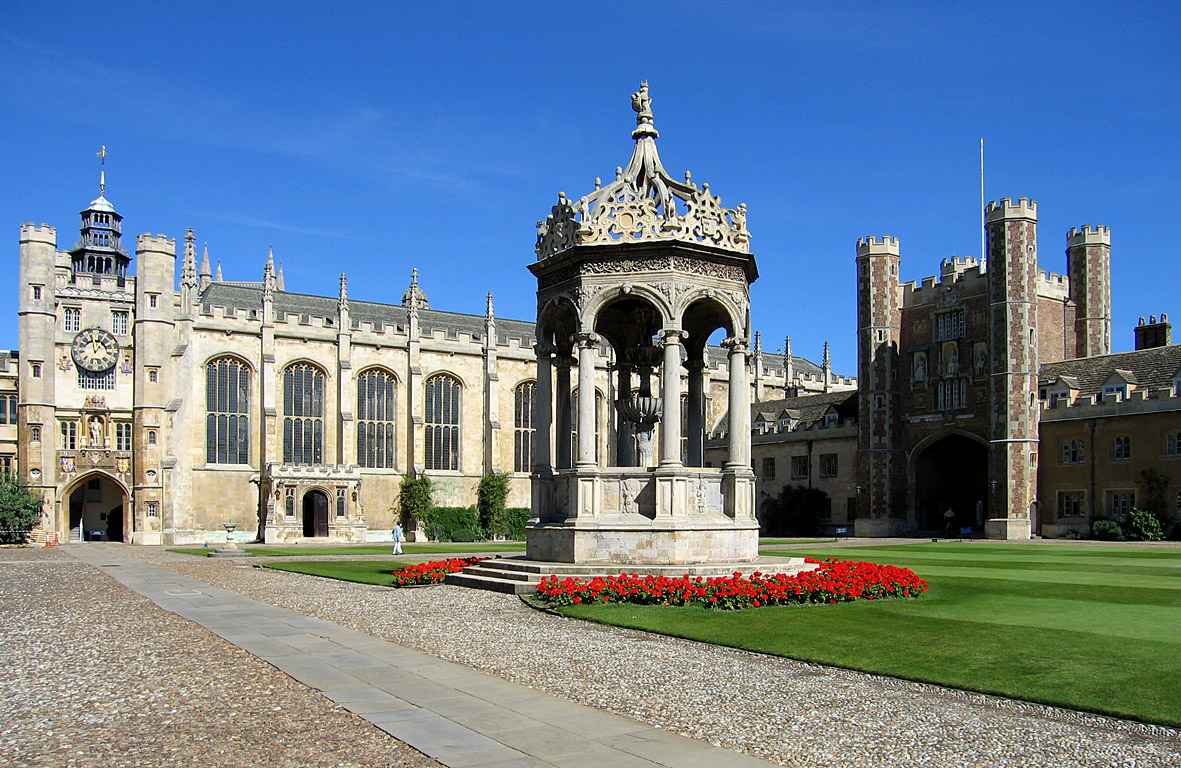
三一学院的巨庭（Great Court）

三一学院的整个建筑群在17世纪初时进行过大规模的整修，这是在当时的院长托马斯·纳维尔（Thomas Nevile）的亲自设计主持下完成的。整个宏伟的建筑设计方案包括将古老的钟楼移动20码，以空出足够的空间来建造哥特式建筑风格的庭院“巨庭”（The Great Court）。在巨庭和剑河中间还设计了另一个庭院“纳维尔庭院”（Nevile's Court），但是这个庭院的整个风格要到17世纪末由建筑大师克里斯托弗·雷恩爵士设计的图书馆矗立起来之后才算完整。三一學院的圖書館萊恩圖書館也是由克斯斯托弗·雷恩設計。
这座就以设计师名字命名的图书馆的屋顶上伫立着四座石像，代表的是四门最古老的学科：神学、法学、医学和数学。馆内的书架、桌椅等精致的家具也都由莱恩亲自设计。图书馆的馆藏称不上丰富，却都十分有价值，包括圣保罗的“使徒书信”手稿（the Epistles of St. Paul）、牛顿自藏的《自然哲学的数学原理》初版、密尔顿诗作手稿、艾倫·亞歷山大·米恩（A. A. Milne）的《小熊维尼》手稿、拜伦全身玉石座像，甚至还包括了一具古埃及的木乃伊。

## 学术
三一学院在学术成就上是剑桥所有学院中最顶尖的，也因拥有众多著名的毕业生而声名显赫，到目前为止该学院共培养出了34名诺贝尔奖得主，著名的毕业生包括牛頓、培根、拜伦、怀特海、罗素、维根斯坦等人。

### 著名校友
- 弗兰西斯·培根，哲学家
- 安德鲁·马维尔，诗人
- 牛顿，物理学家
- 拜伦，诗人
- 爱德华·菲兹杰拉德（英语：Edward FitzGerald (poet)），诗人
- 詹姆斯·克拉克·麦克斯韦，物理学家
- 阿爾弗雷德·諾思·懷特黑德，哲学家
- G·H·哈代，数学家
- 斯里尼瓦瑟·拉馬努金，数学家
- 艾倫·亞歷山大·米恩，作家
- 路德维奇·维特根斯坦，哲学家
- 伯特兰·罗素，哲学家
- 尼赫鲁，印度首任总理
- 乔治六世，英国国王
- 拉吉夫·甘地，印度总理
- 查爾斯三世，英国国王
- 拉胡爾·甘地，印度國民大會黨黨員、尼赫鲁-甘地家族一分子、現任印度國會議員
- 李显龙，新加坡第三任总理

## 轶闻
在三一学院正门上的亨利八世雕像手中拿的并不是原本的权杖，而是一截木椅腿。这源于许多年前的一个恶作剧，但一直被保存至今。
学院正门边的小花园里种着一棵苹果树，被称为牛顿的苹果树而引来无数游客的合影留念。事实上，它当然不是砸到牛顿的那棵苹果树，但是牛顿在三一学院期间的房间确实在附近，据传牛顿常常在现在苹果树所在的地方（当时是个小花园）散步。
古老的三一学院依然保留着许多繁琐的传统习俗，例如传统正式晚餐（Formal Hall）前全体师生都必须一起祷告。传统正式晚餐及其他正式场合老师和学生都需要穿上长袍（Gown）。与其他学院的黑色长袍不同，三一学院的长袍是蓝色的，带有黑色的镶边。
另一项较为有趣的传统则是让入学新生尝试在正午钟楼敲钟时，围绕巨庭跑完一圈。学生必须在钟楼敲完全部钟声（大约43秒）的时间内跑完长达367米的庭院，而这即使是对职业田径运动员而言也是十分高难度的挑战。
三一學院在暑期的五月舞會（May Ball）是英國第二大的有名舞會。
三一学院与紧邻着的圣约翰学院（St. John's College）在学术上和体育比赛中都有着激烈的竞争，这也引发了许多有趣的说法和故事的流传（但常常带有演绎的成分）。比如传说三一学院较古老的建筑的楼梯编号中没有字母J（楼梯都由字母编号）就是因为不喜欢圣约翰学院而避开John的首字母。但实际上主要的原因应该是拉丁文字母表中本来没有字母J。
三一学院的庭院中有大片非常漂亮的草坪，但平时除了学院的老师以外的人是不可以随便进入的。本学院的学生在校期间有会有两次被允许进入纳维尔庭院的草坪，分别是在入学时（Matriculation）和毕业时（Graduation）。